# Forbidden lover
〈forbidden lover〉(포비든 러버)는 일본의 밴드 L'Arc~en~Ciel의 14번째 싱글 앨범으로, 1998년 10월 14일 발매되었다. (8cm CD: KSD2-1206) L'Arc~en~Ciel이 발표한 마지막 8cm 싱글이었으며, B 사이드 곡은 11번째 싱글 〈화장〉을 리믹스한 〈화장 -1014 mix-〉이고, 두 곡 모두 작사자와 작곡자가 동일하다. 두 곡의 작사는 hyde, 작곡은 ken이 각각 맡았다. 편곡자는 전자는 L'Arc~en~Ciel과 오카노 하지메 (岡野ハジメ)가 맡았으며 〈화장〉의 경우에도 원곡의 편곡자는 이와 동일하지만, 이 싱글에는 yukihiro가 리믹스 한 것이 수록되어 있다. 곡에 붙은 "1014 mix"는 이 싱글의 발매일자에서 따온 것이다. 한편 〈forbidden lover〉는 닛폰 TV에서 방송되었던 프로그램 《알고있나?!》(知ってるつもり?!)의 엔딩 테마곡으로 사용되었다.
이 밴드는 1997년 10월 17일 발매되었던 싱글 〈무지개〉로부터 불과 1년이 채 안되는 시간동안 무려 8장에 달하는 싱글을 발표했고, 이들 싱글 모두가 오리콘 차트에서 최소 4위 이내를 기록하며 모두 성과를 거두었다. 이 작품도 전작 〈snow drop〉이 발매된지 일주일만에 공개된 것이다. 덧붙여, 작품은 1998년 10월 일본레코드협회로부터 더블 플래티넘을 인정받았다.

## 수록곡
| #            | 제목                                       | 작사         | 작곡         | 편곡                          | 재생 시간 |
| ------------ | ------------------------------------------ | ------------ | ------------ | ----------------------------- | --------- |
| 1.           | 〈〈forbidden lover〉〉                    | hyde         | ken          | L'Arc~en~Ciel / 오카노 하지메 | 6:05      |
| 2.           | 〈〈화장 -1014 mix-〉〉 (花葬)             | hyde         | ken          | yukihiro                      | 5:10      |
| 3.           | 〈〈forbidden lover〉〉 (hydeless version) |              |              |                               | 6:00      |
| 총 재생 시간 | 총 재생 시간                               | 총 재생 시간 | 총 재생 시간 | 총 재생 시간                  | 17:15     |

## 발매 일정
| 버전                         | 일정             | 레이블         | 포맷                |
| ---------------------------- | ---------------- | -------------- | ------------------- |
| 〈forbidden lover〉          | 1998년 10월 14일 | Ki/oon Records | 8cm CD (KSD2-1206)  |
| 〈forbidden lover〉 (재발매) | 2006년 8월 30일  | Ki/oon Records | 12cm CD (KSCL-1035) |